# Molly Huddle
Molly Huddle (née le 31 août 1984) est une athlète américaine spécialiste des courses de fond.

## Biographie
En 2010, elle se classe 19e des Championnats du monde de cross-country de Bydgoszcz et permet à l'équipe des États-Unis d'occuper la troisième place du classement général par équipes. Championne des États-Unis sur les distances du 5 km et du 10 km, elle se classe deuxième du 5 000 m lors des Championnats des États-Unis sur piste. Le 27 août 2010, Molly Huddle établit un nouveau record national du 5 000 m en signant le temps de 14 min 44 s 76 lors du Mémorial Van Damme de Bruxelles, ultime étape de la Ligue de diamant 2011. Représentant l'équipe des Amériques lors de la première édition de la Coupe continentale d'athlétisme, à Split, elle termine troisième du 5 000 m derrière la Kényane Vivian Cheruiyot et l’Éthiopienne Sentayehu Ejigu.
Molly Huddle remporte la médaille de bronze par équipes des Championnats du monde de cross-country 2011 de Punta Umbría, après avoir pris la 17e place de l'épreuve individuelle. Fin juin 2010 à Eugene, elle remporte le titre du 5 000 m des Championnats des États-Unis 2011 dans le temps de 15 min 10 s 01, obtenant sa qualification pour les Championnats du monde 2011.
Elle remporte le 10 000 m des Sélections olympiques américaines 2016 à Eugene, puis termine 6e aux Jeux olympiques en battant le record continental détenu par Shalane Flanagan.
Elle se classe 9e des championnats du monde 2019 à Doha sur 10 000 m.

## Palmarès

### International
| Date | Compétition                    | Lieu           | Résultat | Épreuve     |
| ---- | ------------------------------ | -------------- | -------- | ----------- |
| 2010 | Championnats du monde de cross | Bydgoszcz      | 3e       | Par équipes |
| 2010 | Coupe continentale             | Split          | 3e       | 5 000 m     |
| 2011 | Championnats du monde de cross | Punta Umbría   | 3e       | Par équipes |
| 2012 | Jeux olympiques                | Londres        | 11e      | 5 000 m     |
| 2013 | Championnats du monde          | Moscou         | 6e       | 5 000 m     |
| 2015 | Championnats du monde          | Pékin          | 4e       | 10 000 m    |
| 2016 | Jeux olympiques                | Rio de Janeiro | 6e       | 10 000 m    |
| 2017 | Championnats du monde          | Londres        |          | 5 000 m     |
| 2017 | Championnats du monde          | Londres        | 8e       | 10 000 m    |
| 2018 | Marathon de New York           | New York       | 4e       | Marathon    |
| 2019 | Championnats du monde          | Doha           | 9e       | 10 000 m    |

### National
- Championnats des États-Unis d'athlétisme :
  - vainqueur du 5 000 m en 2011, 2014 et 2016
  - vainqueur du 10 000 m en 2015, 2016, 2017, 2018 et 2019

## Records
| Épreuve      | Épreuve        | Performance        | Lieu            | Date            |
| ------------ | -------------- | ------------------ | --------------- | --------------- |
| En plein air |                |                    |                 |                 |
| 1 500 m      | 4 min 08 s 09  | Lignano Sabbiadoro | 16 juillet 2013 |                 |
| 3 000 m      | 8 min 42 s 99  | Londres            | 26 juillet 2013 |                 |
| 5 000 m      | 14 min 42 s 64 | Monaco             | 18 juillet 2014 |                 |
| 10 000 m     | 30 min 13 s 17 | Rio de Janeiro     | 12 août 2016    |                 |
| Sur route    | 5 km           | 14 min 50 s (AR)   | Boston          | 18 avril 2015   |
| Sur route    | Semi-marathon  | 1 h 07 min 25 s    | Houston         | 14 janvier 2018 |
| Sur route    | Marathon       | 2 h 26 min 33 s    | Londres         | 28 avril 2019   |